# Dodge Meadowbrook
La Meadowbrook è un'autovettura full-size prodotta dalla Dodge dal 1949 al 1954.

## Storia
La vettura era dotata, come i modelli omologhi Wayfarer e Coronet, di un motore a valvole laterali e quattro cilindri in linea da 3.769 cm³ di cilindrata che sviluppava 103 CV di potenza. Dal 1949 al 1952 il modello fu offerto solo in versione berlina quattro porte.
Nel novembre del 1952 furono introdotte le versioni berlina due porte e familiare tre porte (quest'ultima denominata Suburban). Nell'occasione la linea dei modelli fu aggiornata e venne aggiunto all'offerta un motore V8 da 3.949 cm³ e 140 CV. Nel model year 1954 la potenza del motore a sei cilindri crebbe a 110 CV e le versioni berlina due porte e familiare furono tolte dal mercato. Nell'occasione fu introdotta la versione coupé due porte.
In totale, di Meadowbrook, ne furono prodotti circa 500.000 esemplari.